# سرعة التأين الحرجة

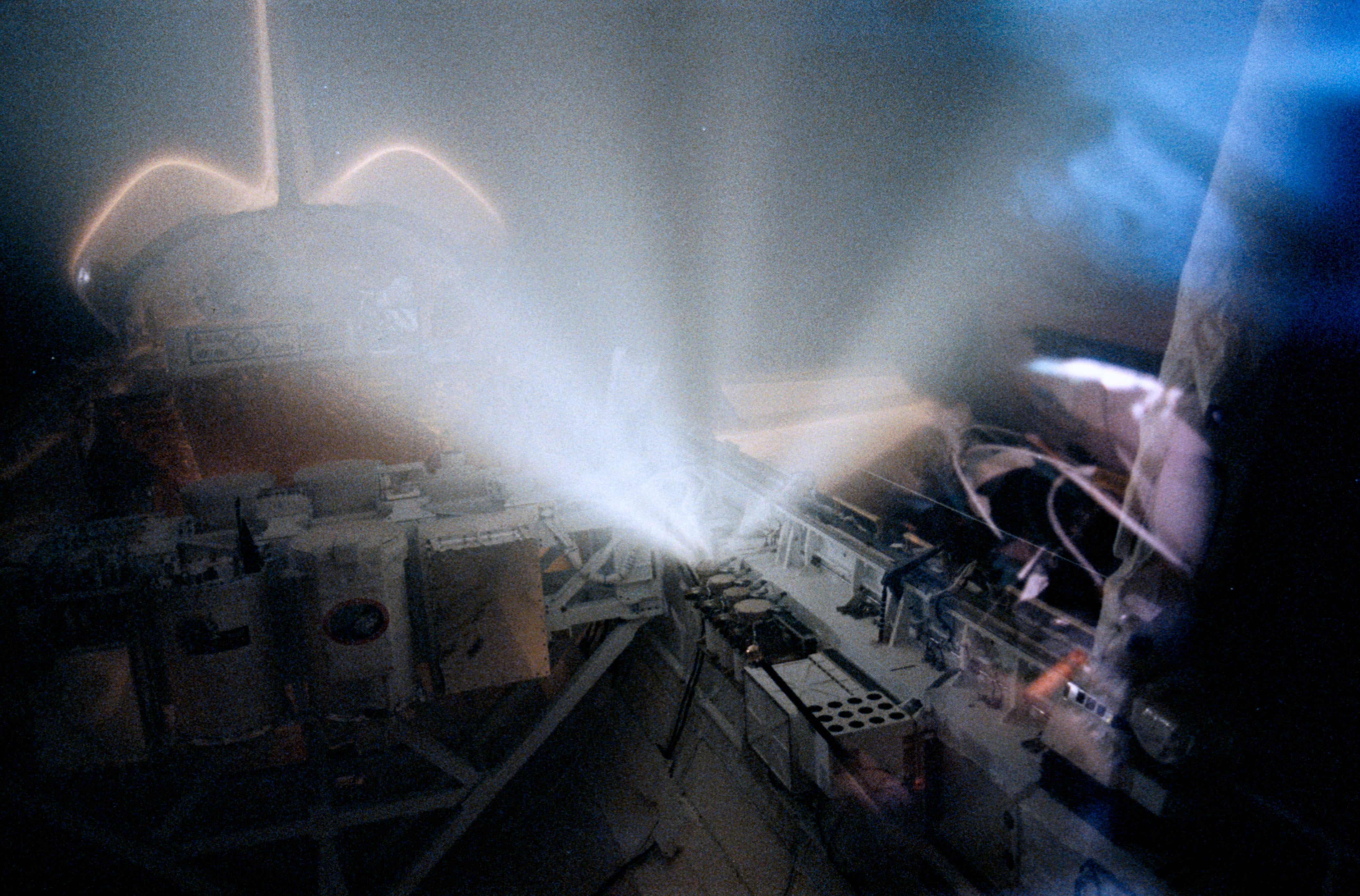
تجربة سرعة التأين الحرجة على متن مكوك الفضاء ديسكفري (STS-39)، وإطلاق عمود من غاز أكسيد النيتروز

سرعة التأين الحرجة، أو السرعة الحرجة، هي السرعة النسبية بين الغاز المحايد والبلازما (الغاز المؤين)، حيث يبدأ الغاز المحايد بالتأين. في حال تم توفير المزيد من الطاقة وعندها لا تتجاوز سرعة الذرات أو الجزيئات سرعة التأين الحرجة حتى يصبح الغاز مؤيناً تقريباً.
تم التنبؤ بهذه الظاهرة من قبل المهندس السويدي وعالم البلازما هانز ألفين، في نموذجه عن أصل المجموعة الشمسية (1942). في ذلك الوقت، لم تكن هناك آلية معروفة لتفسير هذه الظاهرة، ولكن تم توضيح النظرية لاحقاً في المختبر. اقترحت الأبحاث اللاحقة التي أجراها برينينغ وأكسناس (1988) أن عدم استقرار البلازما الهجينة أقل تشاركاً في نقل الطاقة من الأيونات الأكبر إلى الإلكترونات بحيث يصبح لديهم طاقة كافية للتأين. وقد أسفر تطبيق النظرية على علم الفلك من خلال عدد من التجارب عن نتائج مختلطة.

## البحوث التجريبية
أجرى المعهد الملكي للتكنولوجيا في ستوكهولم الاختبارات المعملية الأولى، ووجد أنه (أ) يمكن زيادة السرعة النسبية بين البلازما والغاز المحايد إلى السرعة الحرجة، ولكن بعد ذلك تذهب الطاقة الإضافية الموضوعة في النظام إلى تأين الغاز المحايد بدلاً من زيادة السرعة النسبية، (ب) السرعة الحرجة مستقلة تقريباً عن الضغط والمجال المغناطيسي.
في عام 1973، نشر لارس دانيلسون مراجعة لسرعة التأين الحرجة، وخلص إلى أن وجود هذه الظاهرة «أثبتته أدلة تجريبية كافية». في عام 1976، أبلغ ألفين أن «أول ملاحظة لتأثير السرعة الحرجة في ظل الظروف الكونية تم الإبلاغ عنها من القمر من قبل مانكا والآخرون عام 1972». عندما تم إنشاء وحدة رحالة مهجورة على سطح القمر للتأثير على الجانب المظلم من القمر، حيث تم إنتاج سحابة غازية توسعت حتى ضربتها الرياح الشمسية مما أسفر عن إنشاء إلكترونات فائقة الحرارة.
في المختبر، تم التعرف على سرعة التأين الحرجة لبعض الوقت، وتمت ملاحظتها بواسطة جهاز تركيز البلازما الكثيفة أو (بندقية البلازما). لكن لم يتم تأكيد وجودها في البلازما الكونية.
في عام 1986، اقترح جيرهارد هيرندل، أن تأين السرعة اسرعة التأين الحرجة قد تثبت أن تدفق البلازما يحدث في الذؤابة، في عام 1992 جادل كل من غولبرايخ وفيليبوف أن سرعة التأين الحرجة يمكن أن تلعب دوراً في إبراز الكتلة الإكليلية والتوهجات الشمسية ، وفي عام 1992، اقترح أنتوني بيرت وجيريت فيرسشور أن سبب انبعاثات الهيدروجين المحايدة بين النجوم هو سرعة التأين الحرجة.
تشير مراجعة في عام 2001 للظاهرة التي أجراها شو ت. لاي إلى أن «... التجارب المخبرية والمحاكاة الحاسوبية أظهرت أن سرعة التأين الحرجة مجدية ومفهومة بشكل معقول، على الرغم من أن جميع تجارب سرعة التأين الحرجة في الفضاء أسفرت عن نتائج سلبية مع ربما ثلاثة استثناءات».
وفي عام 2001 أيضاً، قام سي. كونز وآخرون «بمناقشة سرعة التأين الحرجة كتفسير محتمل لانبعاثات Hα المرصودة [...] في الهالة المجرية بالقرب من حواف سحب الغاز الباردة في المجرة».
وقد ظهرت ظاهرة سرعة التأين الحرجة أيضاً في تجارب مختبرية مختلفة ذات درجة حرارة منخفضة بحيث تتحرك البلازما والغاز المحايد نسبياً عبر مجال مغناطيسي. تظهر المحاكاة التي تنطوي على تسريع البلازما في غاز مشابه للمستعمل في تجارب الحرارة المنخفضة عدم استقرار الدوران الذي يحدث بسرعة قريبة من سرعة التأين الحرجة.

## تطور النظرية
رياضياً، تكون سرعة التأين الحرجة لسحابة محايدة، أي عندما تبدأ السحابة في التأين، عندما تكون الطاقة الحركية النسبية مساوية لطاقة التأين، أي:
{\displaystyle {\frac {1}{2}}mv^{2}=eV_{ion}}
حيث eVion هي إمكانية التأين للذرات أو الجزيئات في سحابة الغاز، و m هي الكتلة، وv هي السرعة. وتسمّى هذه الظاهرة أيضاً بسرعة التأين الحرجة، وأيضاً تأثير السرعة الحرجة.
اعتبر ألفين أن سحابة الغاز المحايدة تدخل النظام الشمسي، ولاحظ أن الذرة المحايدة ستسقط نحو الشمس تحت تأثير الجاذبية، وستزداد طاقتها الحركية. إذا كانت حركتها عشوائية، وأن التصادمات سوف تتسبب بارتفاع درجة حرارة الغاز، بحيث يجب على الغاز أن يتأين على مسافة معينة من الشمس. يكتب الفين أن احتمال تأين الغاز، Vion، يحدث عندما:
{\displaystyle eV_{ion}=E_{g}={\frac {kMm}{r}}}
أي على مسافة:
{\displaystyle r_{i}=E_{g}={\frac {kMm}{eV_{ion}}}=6.9\cdot 10^{-20}M{\frac {m'}{V_{ion}}}=13.5\cdot 10^{13}{\frac {m'}{V_{ion}}}cm}
حيث ri هي المسافة الأيونية من كتلة الشمس M، وm هي الوزن الذري، Vion بالفولط، وk هو ثابت الجاذبية الأرضية. عندما يصبح الغاز مؤيناً، تدخل القوى الكهرومغناطيسية حيز التنفيذ، وأهمها القوة المغناطيسية التي عادةً ما تكون أكبر من قوة الجاذبية التي تؤدي إلى تنافر مغناطيسي من الشمس. بمعنى آخر، يتم إيقاف الغاز المحايد المتساقط من اللانهاية باتجاه الشمس على مسافة ri حيث سيتراكم وربما يتكاثف في كواكب أخرى.
وجد ألفين أنه من خلال أخذ سحابة غاز بجهد تأين متوسط 12 فولط، ووزن ذري متوسط 7، ومسافة ri، يوجد تزامن مع مدار كوكب المشتري.
سرعة التأين الحرجة للهيدروجين 50.9 × 105 سم/ثانية (50.9 كم/ث)، والهيليوم 34.3 × 10 5 سم/ث (34.3 كم/ث).

## خلفية
يناقش ألفين أفكاره عن سرعة التأين الحرجة، في منشورات ناسا «تطور النظام الشمسي». بعد انتقاد «عدم كفاية نظرية الفرص المتجانسة»، يكتب ألفين:
«... من الأجدر اللجوء إلى البديل الذي تستمده الأجسام الثانوية من سقوط المادة من» اللانهاية«(مسافة كبيرة مقارنة بمدار القمر الصناعي). تتراكم هذه المسألة (بعد التوقف ومنحها زخماً كافياً) على مسافات محددة من الجسم المركزي، قد تحدث مثل هذه العملية عندما تصل الذرات أو الجزيئات الموجودة في السقوط الحر إلى طاقة حركية مساوية لطاقة التأين الخاصة بها، وفي هذه المرحلة يمكن أن يتأين الغاز عن طريق العملية التي تمت مناقشتها في الفقرة 21.4؛ يمكن بعد ذلك إيقاف الغاز المؤين بواسطة المجال المغناطيسي للجسم المركزي والحصول على الزخم الزاوي عن طريق النقل من الجسم المركزي كما هو موصوف في البند 16.3».